# Prawo Zamówień Publicznych (czasopismo)
Prawo Zamówień Publicznych – kwartalnik prawniczy wydawany przez wydawnictwo C.H. Beck poświęcony zagadnieniom prawa zamówień publicznych. 

## Profil merytoryczny
Zamieszczane są w nim artykuły oraz materiały dotyczące zagadnień związanych z zamówieniami publicznymi, prace interdyscyplinarne, w tym prace odnoszące się do zmian legislacyjnych i problemów z praktyki. Na łamach kwartalnika publikowane są też sprawozdania, recenzje opracowań monograficznych polskich i obcych oraz orzecznictwo Trybunału Sprawiedliwości Unii Europejskiej, Sądu Najwyższego oraz sądów okręgowych, dotyczące zamówień publicznych. 
Czasopismo znajduje się w prowadzonym przez Ministra Nauki i Szkolnictwa Wyższego wykazie czasopism naukowych i recenzowanych materiałów z konferencji międzynarodowych (obecnie 70 pkt). Każdy numer czasopisma obejmuje zwykle kilkanaście artykułów naukowych i liczy między 130 a 210 stron. 

## Historia
Czasopismo zostało założone jako kwartalnik w 2004 r. przez Instytut Zamówień Publicznych prowadzący działalność naukowo-badawczą oraz wydawniczą w zakresie zamówień publicznych. Od 2008 r. wydawane jest przez wydawnictwo C.H. Beck, a Instytut jest patronem merytorycznym czasopisma.
W latach 2004–2008 redaktorem naczelnym był Grzegorz Wicik. Od 2008 r. redaktorem naczelnym jest dr hab. Ryszard Szostak, prof. UEK.